# Di TV
Di TV är en svensk tv-kanal som sänds av Dagens Industri. Innehållet består av ekonomiprogram och -nyheter samt livsstilsprogram och dokumentärer.
Sändningarna inleddes på kvällen den 7 november 2005 via operatörerna Com Hem, Canal Digital (satellit och kabel), SPA, Fast TV och Telia Digital-tv. Kanalen sände ursprungligen under kvällstid från 18.00 till midnatt samt ett morgonprogram mellan 6.53 och 9.00. Övrig tid sänds nyheter från di.se.
Kanalen sände vid starten inte via Viasat, ej heller det digitala marknätet, även om man sökt tillstånd för sändning där flera månader innan starten.
När Radio- och TV-verket den 21 november 2005 meddelade sitt förslag på vilka kanaler som skulle prioriteras för tillstånd i marknätet fanns DiTV bland de tio kanaler som hade högst prioritet. Det slutgiltiga beskedet kom den 23 februari 2006 och innebar att DiTV inte fick tillstånd för sändningar i marknätet. Medieminister Leif Pagrotsky sa vid presskonferensen att bidragande orsaker till att DiTV inte fick tillstånd var att kanalen inte ville sända fri-tv och att de inriktade sig på en smal målgrupp, "välutbildade och välsituerade män i stora städer". Kanalens vd Anders Davidson avgick samma dag. Några dagar senare lade kanalen ner sina morgonsändningar.
Den 2 oktober 2006 gick DiTV in i en ny fas. Med nyhetssändningar varje hel och halv timme, mellan kl. 09.00 på morgonen och 23.00 på kvällen. Kanalen sänds nu också via IP.
1 april 2008 stängdes tv-kanalen DiTV ner och sänder nu endast via ditv.se i form av webb-tv samt i vissa block på tv-kanalen TV8.
1 december 2008 släpptes abonnemangskravet och samtidigt integrerades tjänsten mer med di.se
Under 2017 återlanserades Di TV som TV-kanal, denna gång producerad av Expressen TV.

## Källhänvisningar
1. ↑  MTG och Aftonbladet i marknätet, Svenska Dagbladet, 23 februari 2006
2. ↑  Di TV – Sveriges nya ekonomikanal, Expressen, 23 mars 2017